# 73 Weizmann Street (Tel Awiw)
73 Weizmann Street (nazywany także Migdaley Di'ur Weizman) – wieżowiec w osiedlu Ha-Cafon ha-Chadasz, w mieście Tel Awiw, w Izraelu.

## Dane techniczne
Budynek ma 21 kondygnacji i wysokość 75 metrów.
Wieżowiec wybudowano w stylu modernistycznym. Wzniesiono go z betonu. Elewacja jest w kolorze białym.
Budynek jest wykorzystywany na apartamenty mieszkalne.